# صموئيل دبليو. بيل
صموئيل دبليو. بيل هو محامي وسياسي أمريكي، ولد في 13 سبتمبر 1831 في بيتسفيل في الولايات المتحدة، وتوفي في 18 ديسمبر 1924 في بنتونفيل في الولايات المتحدة. نشط حزبياً في الحزب الديمقراطي. وقد انتخب عضو مجلس النواب الأمريكي ‏.